# Vital Cuinet

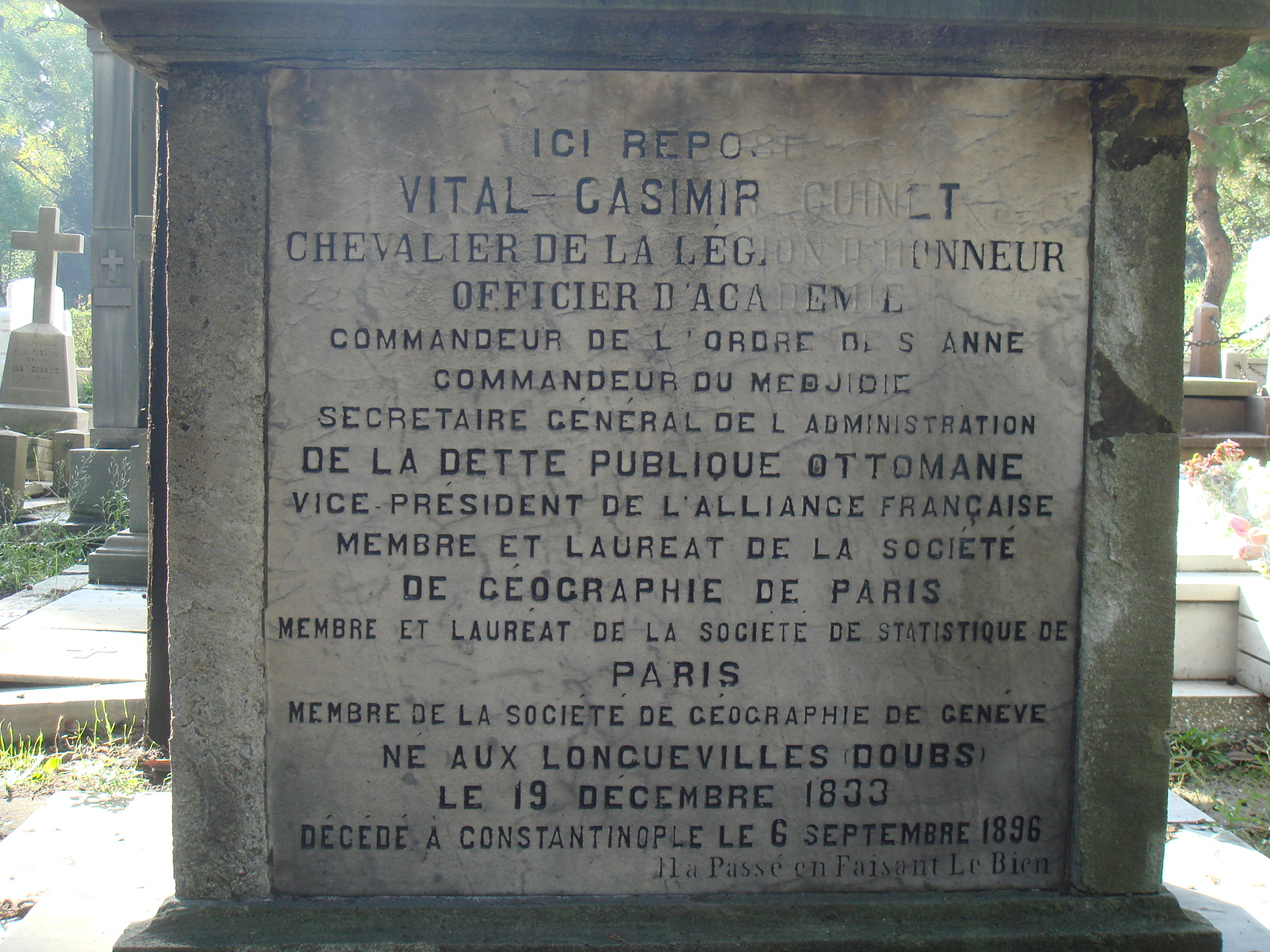
La tomba di Vital Cuinet a Istanbul

Vital-Casimir Cuinet (Longeville, 19 dicembre 1833 – Constantinopoli, 6 settembre 1896) è stato un geografo e orientalista francese. È noto soprattutto per la sua opera La Turquie d'Asie, géographie administrative: statistique, descriptive et raisonnée de chaque province de l'Asie Mineure, che tratta la situazione socio-economica dell'Impero ottomano in Asia.

## Opere
Le sue statistiche sono state utilizzate anche per stabilire la capacità dell'Impero Ottomano di pagare i propri debiti; Cuinet, desideroso di ottenere numeri precisi, fu infine costretto a concludere che non era possibile ottenerli, adducendo due ragioni principali.
1. Le limitazioni imposte dalle autorità turche resero le sue ricerche inconcludenti.
2. A causa della mancanza di controllo delle autorità turche sulle province più lontane, gli fu impossibile completare il suo lavoro.

Un esempio spesso citato dai critici è la statistica di Cuinet, ricavata dai numeri delle autorità ottomane e dalle informazioni che queste gli hanno fornito riguardo al Vilayet di Aleppo (classificato in quelle opere come sangiaccato di Marash). Il numero è impossibile: 4300. Mentre solo nella città di Marash, gli armeni cattolici e protestanti erano 6008, senza includere i gregoriani. Cuinet, all'inizio della sua opera, mette in guardia il lettore dichiarando: "La scienza della statistica, così degna e interessante, non solo non è ancora utilizzata in questo Paese, ma persino le autorità si rifiutano, con una linea di partito, di accettare qualsiasi indagine".